# Baseball
Il baseball ([ˈbeɪsbɔːl], in italiano raramente anche pallabase o palla a base) è uno sport di squadra in cui due squadre composte da nove giocatori si affrontano per nove riprese (inning), in ciascuna delle quali le due squadre si affrontano in fasi di attacco e difesa.
Il lanciatore (della squadra in difesa) lancia la palla verso il ricevitore, situato dietro alla casa base, dove è presente anche il battitore (della squadra in attacco), che cerca di colpirla "in battuta" con la mazza, in modo da avanzare in senso antiorario su una serie di quattro basi, poste agli angoli di un rombo chiamato diamante, e tornare infine al punto di partenza (casa base), segnando così un punto (run) per la propria squadra. La squadra in difesa, composta, oltre che dal lanciatore (in attacco), da altri giocatori posti in diversi punti del campo, cercherà di eliminare il battitore facendo giungere la palla ad una base prima del battitore stesso, oppure semplicemente afferrando al volo la palla battuta.
Disciplina olimpica dal 1992, il baseball venne rimosso dai Giochi olimpici dopo Pechino 2008; tuttavia è stato reinserito nel programma a cinque cerchi dai Giochi della XXXII Olimpiade di Tokyo, nel 2021.

## Storia

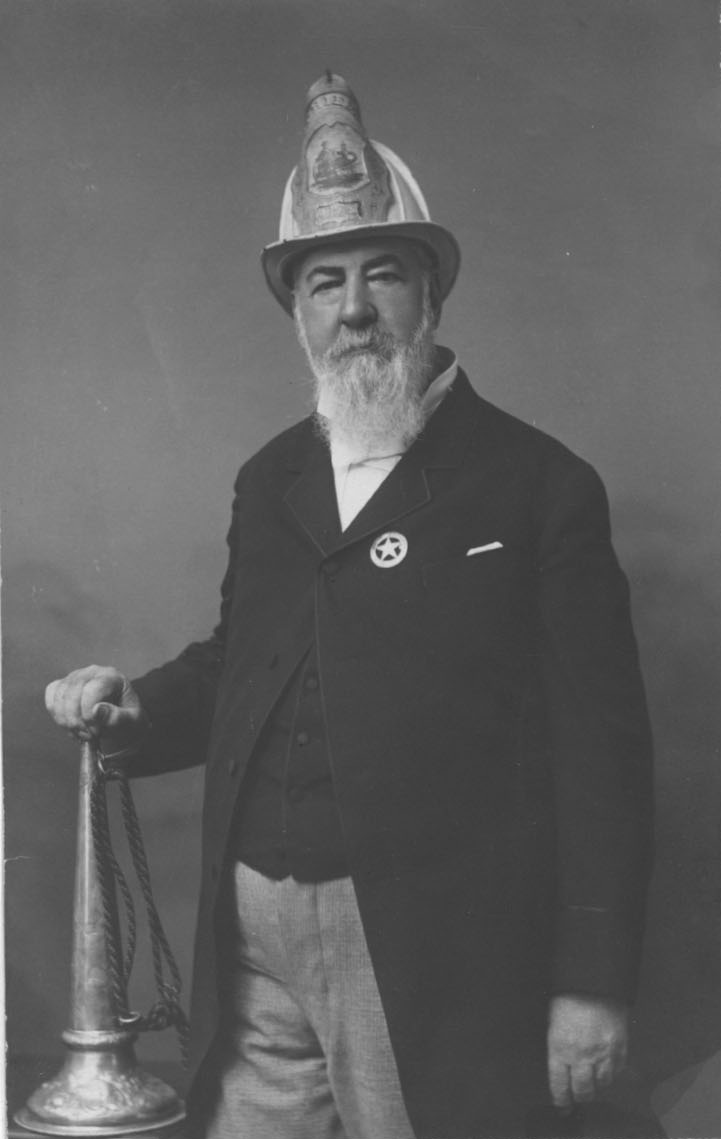
Alexander Cartwright.

La data della nascita del baseball è incerta, come anche in altri sport, ma in un manoscritto datato 1344 e scritto in Francia vengono riportate scene di un gioco simile al baseball, praticato da monaci francesi. Sembra tuttavia che lo sport abbia preso origine in Nord America verso la prima metà del XVIII secolo come variante del rounders, gioco molto popolare in Gran Bretagna e in Irlanda. Un altro sport piuttosto simile nei gesti atletici al baseball, il cricket, sembra non abbia alcun legame né con il rounders né con il baseball. Numerose fonti testimoniano l'esistenza negli Stati Uniti, a partire dal 1830, di giochi con regole molto simili al baseball, anche se in forma molto più semplice rispetto alla forma attuale. Del 1839 è la costituzione della prima società organizzata, il New York City's Knickerbockers club, di cui un membro, Alexander Cartwright, si incaricò di codificare le regole del baseball, regole ancora rispettate. Sebbene la codifica delle regole di gioco sia stata nel passato attribuita ad Abner Doubleday, Cartwright è considerato ufficialmente l'inventore del moderno sport del baseball con la dichiarazione del congresso degli Stati Uniti del 3 giugno 1953.
Il primo incontro di baseball è datato 19 giugno 1846: fu giocato a Hoboken (New Jersey) dai New York Knickerbockers e dai New York Nine (23-1) e durò solamente quattro inning. Altri incontri sporadici vennero praticati per decenni, vennero fondate nuove società sportive e nel 1850 venne costituita la NABBP (National Association of Base Ball Players). Il primo campionato con un'organizzazione strutturale simile a quelli moderni è del 1871 e fu organizzato dalla NABBP. Con l'aumentare del numero di squadre vennero aumentati i campionati, venne istituita la National League, ancora esistente, nel 1876 e la Negro League, campionato defunto istituito esclusivamente per far giocare i giocatori afroamericani. La Western League, istituita nel 1873, arrivò a rivaleggiare con la National League. Molti giocatori non potevano cambiare la società di appartenenza se la destinazione era una società di un'altra lega. La cosa provocò numerose dispute legali sia tra le due leghe sia tra le varie società.

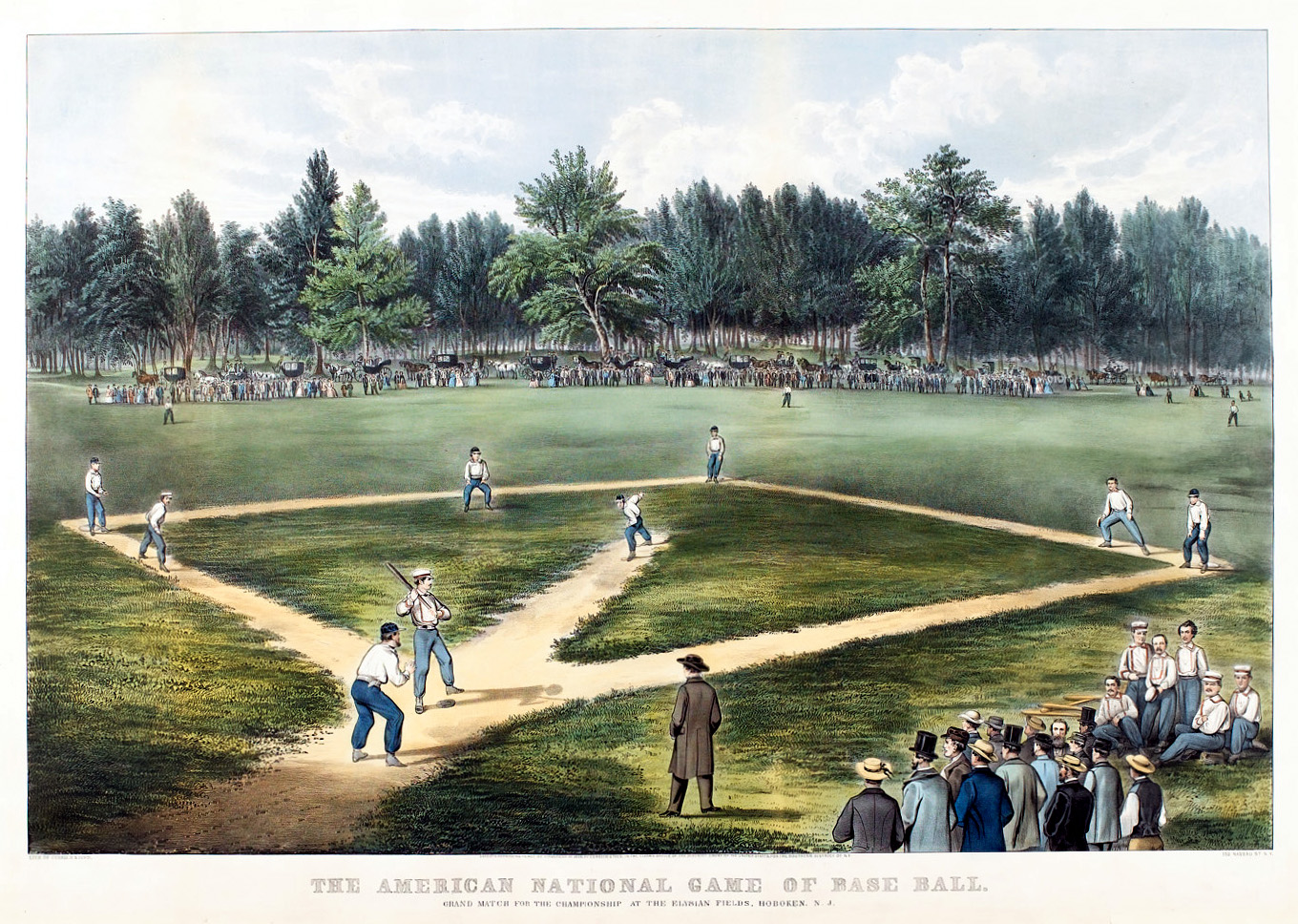
Litografia rappresentante il primo incontro di baseball a Hoboken (Currier & Ives litografia).

Si arrivò ad un compromesso solo nel 1903, anno in cui la NABBP mise in accordo le due leghe maggiori, si decise di organizzare delle partite finali da giocare tra i vincitori delle due leghe, nacquero le prime World Series. Intanto la Western League venne sorpassata dalla American League. Le due leghe, American e National, sono tuttora esistenti e formano la Major League Baseball, l'organo centrale del baseball statunitense.
I primi incontri dimostrativi di baseball, al di fuori degli Stati Uniti e del Canada, ebbero luogo a partire dal 1874 in Inghilterra, in cui società di baseball di Boston e Filadelfia organizzarono eventi sportivi con locali società di cricket, sport molto diffuso allora. Vennero organizzati altri tour, nell'estate del 1888-89, di All Star game, partite dimostrative giocate dai migliori talenti statunitensi, nelle Hawaii, in Australia, Nuova Zelanda e nelle isole del Sud Pacifico. Molti altri incontri vennero organizzati in tutta Europa e Nordafrica, e successivamente vennero fondate le prime federazioni, le prime leghe e organizzati i primi campionati. Il primo campionato inglese risale al 1890, mentre in Irlanda il primo campionato venne istituito trenta anni dopo, intorno al 1922. Nello stesso anno prese il via la Honkbal Hoofdklasse, il campionato olandese. In alcune nazioni europee a causa del secondo conflitto mondiale e dell'associazione del baseball alla cultura americana, lo sport attecchì solamente a partire dagli anni cinquanta, come in Germania (Bundesliga) e in Italia (IBL). Le nazioni europee con campionati regolari di baseball sono 22.
A Cuba, una delle capitali mondiali del baseball, lo sport arrivò nel 1878. Il 13 dicembre di quell'anno Esteban Bellán, un giocatore professionista statunitense del periodo, organizzò un primo incontro dimostrativo tra giocatori cubani; da allora, lo sport si diffuse notevolmente fino ad avere rilevanza internazionale.
Da Cuba, lo sport si diffuse in molti paesi caraibici e latinoamericani. Tra questi, i più competitivi a livello mondiale sono Repubblica Dominicana, le Antille olandesi, Porto Rico, Colombia, Costa Rica e Venezuela.
Il Giappone fu la prima nazione asiatica a sperimentare il baseball. Lo sport venne introdotto nella prima metà del 1870 da parte dello statunitense Horace Wilson; la prima società, denominata Shimbashi Athletic Club, fu formata nel 1878 per l'operato di Hiroshi Hiraoka, uno studente giapponese che aveva vissuto per un certo periodo negli Stati Uniti. Col passare degli anni e la nascita di nuove società venne organizzato il primo campionato professionistico nel 1922. Prima di allora molti incontri venivano organizzati nelle università e lo sport si diffuse di conseguenza tra i giovani. Il campionato professionistico del 1923 fallì per ragioni economiche, da allora fino alla nascita della Japanese Baseball League del 1934 i campionati si formavano e fallivano a più riprese, ma intanto i campionati universitari erano ben organizzati. La JBL durò fino al 1950, anno in cui venne istituita la Nippon Professional Baseball, campionato ancora esistente e molto competitivo, al punto che molti giocatori che si sono formati in quel campionato sono divenuti star della MLB. Dal Giappone la diffusione del baseball nelle zone limitrofe fu rapida. A Taiwan ad esempio, isola sotto l'egemonia giapponese dal 1895 al 1945, venne introdotto nella fine dell'Ottocento. Dal 1945, anno in cui l'isola entrò sotto la giurisdizione cinese, lo sport si diffuse anche in Cina. In Corea il baseball si diffuse notevolmente più tardi, solamente verso la fine del Novecento.

## Il gioco

Campo da baseball

### Il campo
Il campo di baseball può essere rappresentato approssimativamente come un quarto di cerchio delimitato da due linee perpendicolari, dette linee di foul. Per la sua particolare forma, la parte racchiusa nel semicerchio di terra rossa è anche detta "diamante". 
Il campo di gioco è suddiviso in un settore interno, chiamato appunto diamante, ed in uno esterno. Il diamante è costituito da un quadrato di lato 27,43 m (90 piedi) ai cui vertici sono poste quattro basi. La casa base, o piatto, deve essere di gomma ed avere forma pentagonale e larghezza di 43,18 cm (17 pollici) nella parte rivolta al lanciatore. Il vertice inferiore è posto al punto di convergenza delle linee di foul. Alla destra e alla sinistra dei lati paralleli del piatto vengono segnati con il gesso anche due rettangoli detti box di battuta. La prima, la seconda e la terza base sono sacchetti quadrati di tela o plastica bianca di 38 cm (15 pollici) di lato, fissati saldamente al terreno. In mezzo al diamante si trova il monte di lancio, un piccolo dosso circolare alla cui sommità, 25 cm rispetto al piatto di casa base, viene fissata la pedana del lanciatore costituita da una lastra rettangolare di gomma bianca di 60x15 cm. La distanza tra la punta inferiore del piatto di casa base e l'orlo frontale della pedana del lanciatore deve essere di 18,44 m (60 piedi e 6 pollici). A completare l'impianto di gioco nel territorio foul vengono poste le aree riservate ai suggeritori della squadra in attacco, ai battitori in attesa del proprio turno di battuta e le panchine delle squadre.

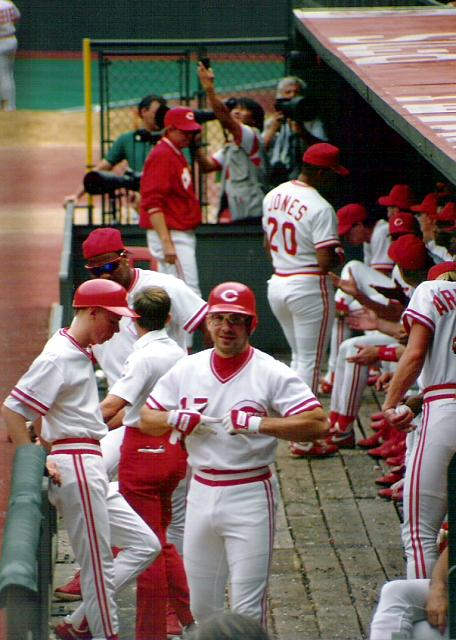
Dugout dei Cincinnati Reds, 1991

#### La panchina: il dugout
Le panchine nel baseball vengono chiamate dugout e si trovano nei due lati del campo; alcune sono interrate di circa un metro sotto il livello del terreno con delle reti per evitare che arrivino palle battute fuori dal campo durante il gioco, altre di categorie minori sono costruite a terra. Nel dugout si trovano tutti i giocatori della difesa (durante la fase d'attacco della propria squadra), tutte le riserve, il Manager, i coach e tutta l'attrezzatura per giocare.

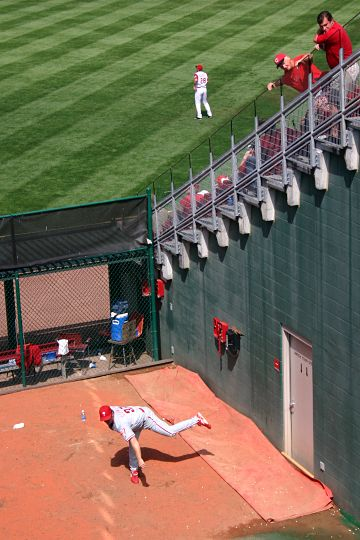
Il bullpen

#### La panchina dei lanciatori: il bullpen
I lanciatori durante la partita non sono insieme alla squadra, hanno una zona per loro, di solito in fondo al campo, chiamata bullpen, dove, insieme ai loro allenatori specifici, i pitching coach, possono prepararsi e riscaldarsi per poter poi entrare in campo in qualsiasi momento del gioco.

### Le regole
Una partita di baseball viene giocata da due squadre di nove giocatori. Non vi sono limiti di tempo, il gioco infatti è strutturato da nove a undici riprese denominate inning, al termine delle quali, nel caso di punteggio in parità, si prosegue ad oltranza con gli "extra inning" fino a che una delle due squadre non conclude un inning in vantaggio.
Ogni inning è composto a sua volta da due fasi in cui le squadre si alternano in attacco e in difesa. Nella prima fase di un inning, detta "parte alta", attacca la squadra che è fuori casa; il suo scopo è quello di riuscire a fare più punti (run) possibili, mentre la squadra di casa difende, e cerca di impedire agli avversari di segnare punti. Nella seconda fase ("parte bassa") avviene esattamente il contrario. Nel caso in cui la squadra di casa sia in vantaggio dopo che è stata giocata la parte alta del nono inning, la partita termina perché la squadra in trasferta ha esaurito le sue possibilità offensive. Analogamente, se la partita prosegue, può capitare che termini in maniera improvvisa, qualora la squadra di casa segni un punto che la porti in vantaggio in un inning supplementare: questo punto prende il nome di walk off run.
Nel campionato italiano, a partire dal settimo inning, nel caso in cui la differenza di punti sia almeno di dieci punti, la partita si conclude anticipatamente per manifesta superiorità della squadra in vantaggio (in lingua inglese mercy rule). Nelle categorie giovanili solitamente l'inning nel quale si può dichiarare la superiorità è il quinto. Tale regola non è in vigore nella Major League Baseball, dove si ricordano rimonte clamorose nelle ultime riprese.

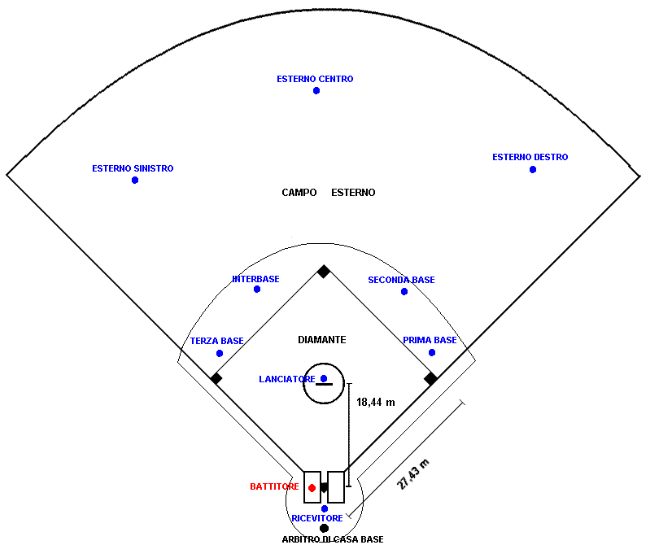
Diagramma di un campo di baseball e delle posizioni dei giocatori in fase di difesa

#### I ruoli
I ruoli si suddividono in base al fatto che i giocatori siano nella fase di difesa o nella fase di attacco.

##### I ruoli difensivi
La disposizione dei giocatori in difesa è progettata per coprire quanto più possibile il terreno di gioco, allo scopo di rendere più probabile l'eliminazione degli avversari. I giocatori si specializzano a giocare in determinati ruoli difensivi e raramente cambiano posizione durante la partita, sebbene le regole lo consentano. Vengono chiamati "interni" o infielders i sei giocatori limitrofi al diamante (compresi il lanciatore e il ricevitore) ed "esterni" o outfielders i tre giocatori più lontani da casa base, situati nel campo esterno. (I numeri dell'elenco successivo sono quelli usati nella classificazione per le statistiche).
1. lanciatore, L (Pitcher)
2. ricevitore, R (Catcher)
3. prima base, 1B (first baseman)
4. seconda base, 2B (second baseman)
5. terza base, 3B (third baseman)
6. interbase, IB (ShortStop)
7. esterno sinistro, ES (Left Fielder)
8. esterno centro, EC (Center Fielder)
9. esterno destro, ED (Right Fielder)

In grasetto la sigla ufficiale dei ruoli difensivi secondo il regolamento wbsc

##### I ruoli offensivi: il line up
Gli stessi giocatori che giocano durante la fase di difesa vanno a battere quando la propria squadra si trova in attacco. In quasi tutti campionati, tranne le Central e National League, il lanciatore, che ha un ruolo cruciale e particolarmente usurante, può essere sostituito in battuta dal cosiddetto battitore designato.
La squadra in attacco manda a turno, seguendo un ordine di battuta (line up), i propri giocatori nel box di battuta per cercare di colpire la palla tirata dal lanciatore avversario e di correre sulle tre basi del diamante per segnare i punti (run) arrivando a casa base.
Il numero di giocatori offensivi che possono giocare in contemporanea varia da uno a quattro, in base a quanti giocatori occupano le basi: lo scopo del gioco è fare tutto il giro, ma non è detto che lo si riesca a fare con una sola battuta. A seconda del tipo di battuta che si fa ci si può fermare in prima base (singolo), in seconda (doppio) o in terza (triplo). Se invece si riesce a completare il giro e tornare a casa si realizza un home run. Se durante un inning ci si è fermati in una delle basi intermedie, per proseguire e cercare di raggiungere la base successiva bisognerà aspettare la battuta del successivo compagno di squadra, oppure tentare la cosiddetta "base rubata", ossia provare a raggiungere la base senza l'ausilio di una battuta valida; tale giocata si effettua però solo in particolari condizioni, quando ci sono buone possibilità di raggiungere salvi la base successiva come, ad esempio, una palla persa dal ricevitore.
Scopo della squadra in difesa è impedire agli avversari di fare tutto il giro delle basi e cioè di fare punto. Di conseguenza nel procedere del gioco non tutti i giocatori del line up riescono ad andare a battere nello stesso inning dunque nella ripresa successiva il gioco riprenderà con il battitore che, nell'ordine di battuta, segue l'ultimo andato a battere nell'inning precedente. Di norma un battitore va a battere 5-6 volte a partita.
Il line-up deve essere lo stesso per tutto lo svolgimento della gara, non è consentito lo scambio di posizioni.

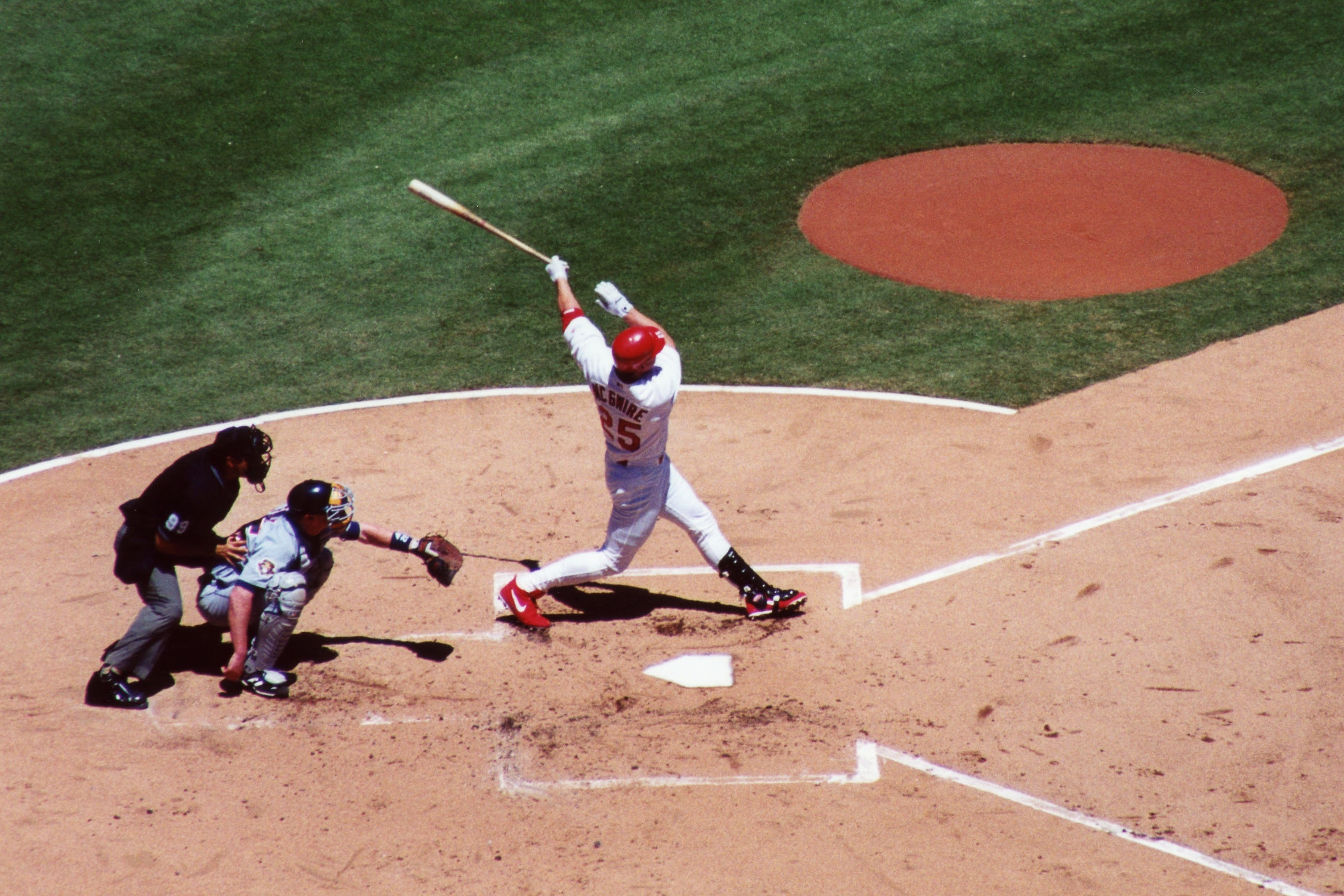
Mark McGwire esegue la battuta

#### L'attacco e i punti
Per aumentare il punteggio della propria squadra i giocatori d'attacco devono colpire la palla lanciata dal lanciatore e mettere a segno dei punti (run). Se la palla battuta cade in territorio valido (compreso tra le linee di foul), il battitore deve correre verso la prima base; se la giocata glielo permette, può cercare di arrivare anche alle basi successive, con l'obbligo però di toccarle in ordine nella corsa. Il battitore che arriva "salvo" su una base viene da quel momento definito corridore, gli viene accordata una battuta valida (hit) e nel box di battuta andrà un suo compagno di squadra (il successivo dell'ordine di battuta). Un'ulteriore battuta farà avanzare il corridore verso le basi successive fino a raggiungere la casa base e segnare così un punto. Su una base può fermarsi un solo corridore.
Nel caso un battitore colpisca la palla e la mandi oltre la recinzione del campo, nello spazio compreso tra i prolungamenti delle linee di foul sinistra e destra, gli viene assegnato un fuoricampo (home run). In questo caso avrà diritto a fare il giro delle basi e segnare un punto (senza che la difesa possa intervenire), così come gli eventuali corridori presenti in quel momento sulle basi. Può succedere anche che, se la difesa tarda a recuperare la palla e il giocatore è molto veloce nella corsa, questi riesca a completare il giro delle basi anche se la pallina non ha superato la recinzione: anche in questo caso si parla di home run. Il battitore può battere indifferentemente nel box di battuta alla sinistra o alla destra del piatto di casa base.
L'attacco può segnare punti anche in caso di battuta non valida o mai effettuata, quando:
- con le basi piene, il lanciatore concede al battitore la base ball (walk) o lo colpisce con il lancio (hit by pitch);
- con le basi piene, il lanciatore commette un fallo (balk);
- il lanciatore fa un lancio pazzo (wild pitch), cioè non trattenibile dal ricevitore, e un corridore riesce a correre a casa, nel caso che la palla si allontani sufficientemente dal piatto. La stessa dinamica avviene con la palla mancata, di responsabilità del ricevitore;
- il battitore colpisce lungo e viene eliminato al volo. Siccome dal momento in cui il difensore prende la palla i corridori possono avanzare, un corridore in terza base riesce a correre a casa prima che la palla sopraggiunga al catcher (sacrifice fly);
- il battitore smorza la palla (bunt) mandandola a rimbalzare fra il lanciatore e il ricevitore, e il corridore che si trova in terza, partito di solito in anticipo, riesce ad arrivare salvo a casa. Anche questo è un gioco di sacrificio perché normalmente il battitore viene eliminato. I giochi di sacrificio normalmente non si tentano nella situazione di due eliminazioni, perché il terzo out conclude l'inning e vanifica anche eventuali arrivi a casa base.
- caso raro, un corridore in terza base riesce a "rubare" casa base (steal home).

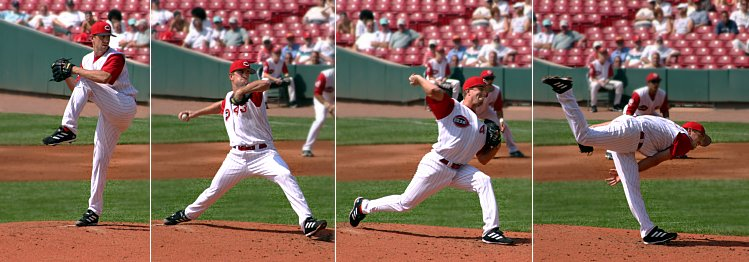
Le fasi di lancio

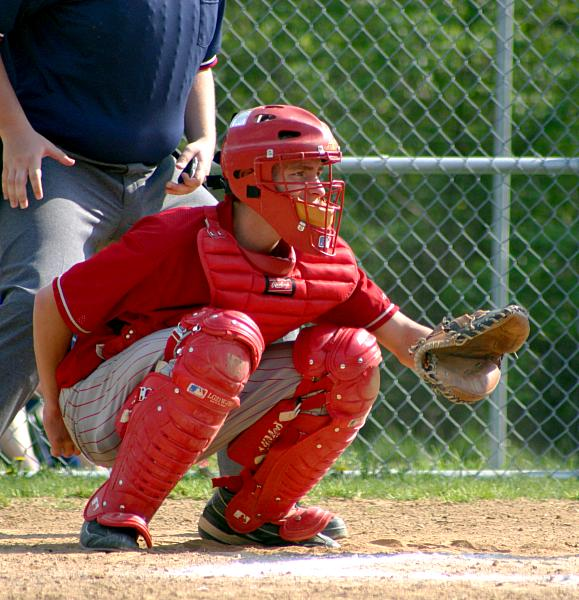
Il ricevitore (catcher)

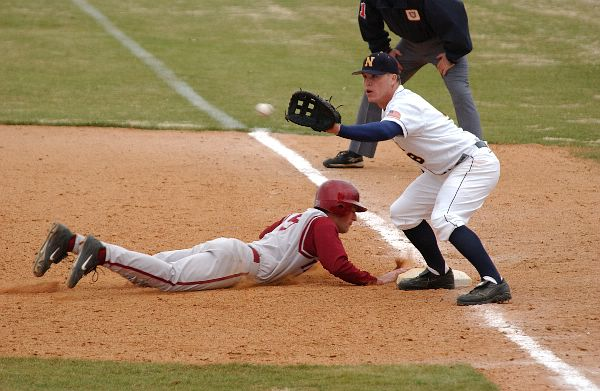
Tentativo di eliminazione per Pickoff in prima base

#### La difesa
Il ruolo principale della squadra in difesa è sicuramente quello del lanciatore. Il tiro del lanciatore dà il via all'azione di gioco. Egli deve cercare di lanciare la palla all'interno della zona di strike del battitore, cioè di quel rettangolo immaginario situato sopra il piatto di casa base e che in altezza va dalla parte bassa delle ginocchia fino al petto del battitore.
Se ci riesce e il battitore non colpisce la palla, viene contato uno strike.
Lo stesso accade quando:
1. il battitore gira la mazza senza colpire la palla (swinging and miss), anche se questa era stata lanciata fuori dall'area di strike;
2. il battitore colpisce la pallina, ma la manda nel territorio foul.

Al terzo strike il battitore è eliminato. Il terzo strike non si assegna in caso di battuta in foul (a meno che non si tratti di un tentativo di bunt finito in foul, oppure la palla sia solo sfiorata dalla mazza e il ricevitore la prenda), perciò il battitore può teoricamente continuare a battere foul all'infinito, senza che questo porti alla sua eliminazione. La battuta è considerata foul anche se casca in territorio buono, ma rotola fuori dal campo prima di aver superato le basi. Al contrario verrà considerata buona (fair) se casca in territorio foul, ma rientra nel diamante.
Se il lancio non passa per la zona di strike e il battitore non gira la mazza viene contato un ball. Al quarto ball il battitore ha diritto ad andare in prima base ricevendo una base ball (walk), spingendo in seconda il corridore che la sta eventualmente occupando.
I modi più usuali in cui la squadra in difesa può eliminare i giocatori avversari sono i seguenti:
- il lanciatore realizza il terzo strike (strikeout o più semplicemente "K");
- la pallina battuta viene presa al volo da un difensore, cioè prima che tocchi terra (fly out); la presa al volo può essere realizzata ovunque, anche sugli spalti.
- dopo una battuta in territorio valido, un difensore che ha conquistato il possesso della palla tocca una base forzata prima che il battitore o uno qualunque dei corridori la raggiungano (ground out), oppure tocca con il guantone contenente la palla o con la palla stessa il corridore (tag). La base forzata è la prima, dopo una battuta a terra, e tutte le altre che eventuali corridori sono costretti a raggiungere per il fatto che la prima deve essere liberata. L'eliminazione per toccata può anche avvenire perché il lanciatore, invece di lanciare a casa base, assiste a un interno che copre una base occupata da un corridore avversario. I corridori infatti, prima del lancio, tentano di guadagnare metri preziosi e quindi possono essere eliminati per gioco di pick off. A volte il corridore è preso fra due basi e si parla di gioco di trappola, durante il quale i difensori si scambiano ripetutamente la palla per avvicinarsi e eliminarlo.

Una giocata difensiva può comportare anche due eliminazioni consecutive (doppio gioco) o, più raramente, addirittura tre (triplo gioco).

#### Gesti atletici fondamentali di gioco
Nel complesso il gioco può essere riassunto in cinque gesti atletici fondamentali (chiamati semplicemente "fondamentali"), eseguiti sia in fase difensiva che in fase offensiva. I fondamentali difensivi (presa e tiro) vengono specializzati in base al ruolo ricoperto. Il lancio è specifico per il lanciatore. La corsa sulle basi ha luogo successivamente alla battuta, o se si è arrivati in base, e la battuta presenta una variante eseguita in particolari situazioni di gioco denominata bunt.

#### Equipaggiamento

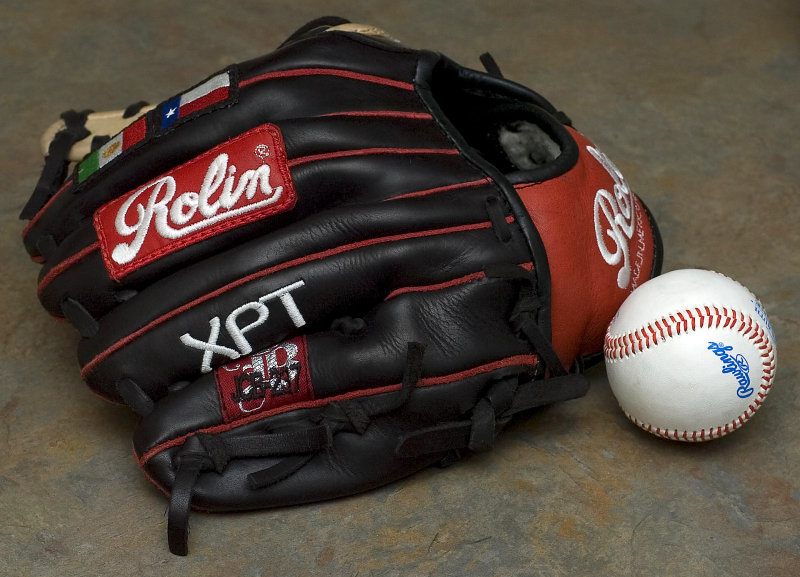
Un guanto da baseball e una palla

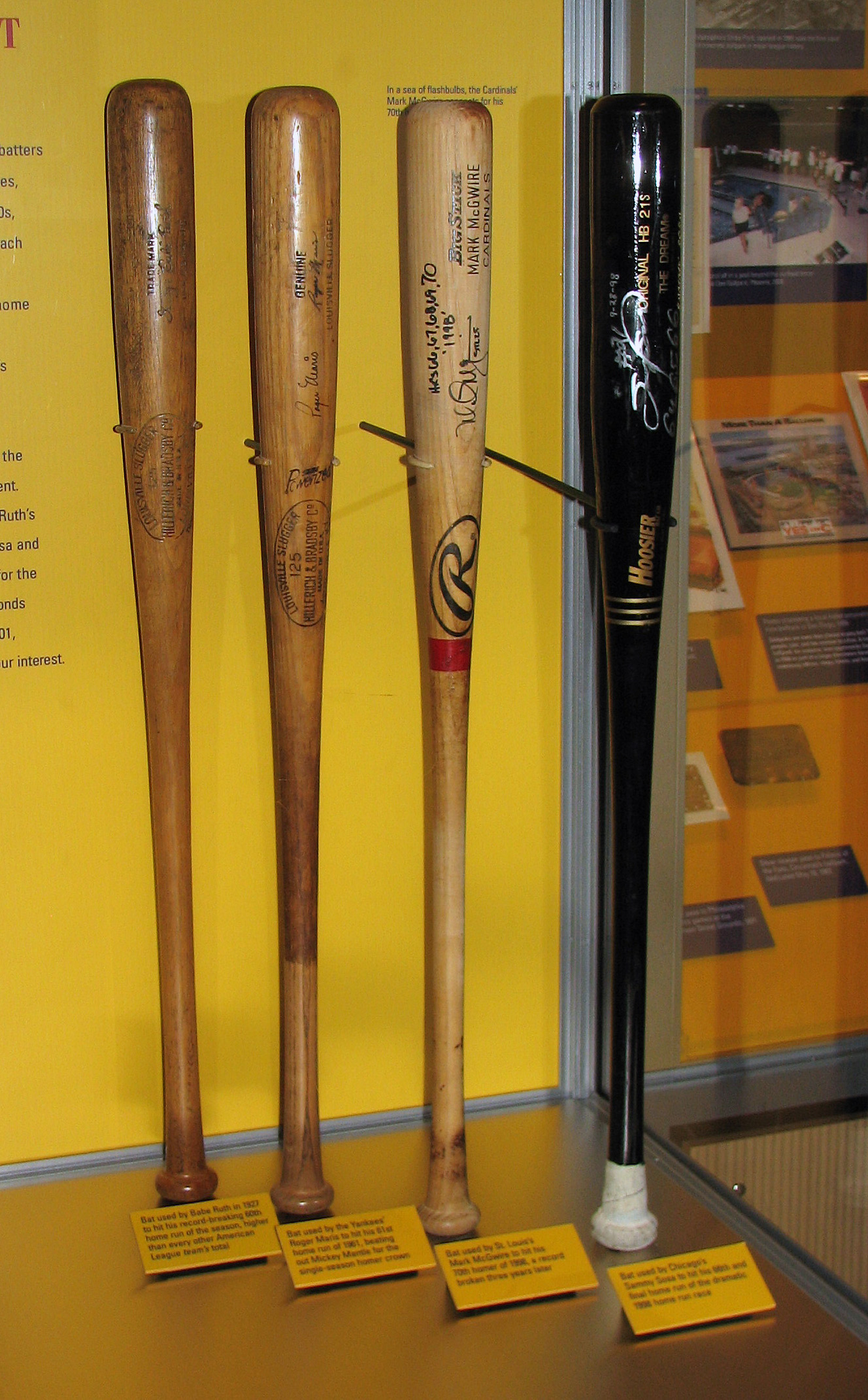
Quattro storiche mazze da baseball situate nella National Baseball Hall of Fame. Da sinistra a destra: mazza usata da Babe Ruth per battere il suo 60º fuoricampo nella stessa stagione (1927); quella usata da Roger Maris per battere il suo 61º fuoricampo (stagione 1961); quella usata da Mark McGwire per il 70º (stagione 1998); mazza usata da Sammy Sosa per il 66º.

Entrambe le squadre devono indossare una divisa, ciascuna con il proprio numero, che deve essere lo stesso dell'elenco giocatori presentato all'arbitro prima della gara, e un cappellino con visiera. Tutti i giocatori della squadra in difesa devono avere ad una mano un guanto in pelle, utilizzato per prendere con comodità le palline battute, mentre solamente il ricevitore deve indossare anche la maschera protettiva, una pettorina e degli schinieri. Ogni battitore va a battere con la relativa mazza da baseball. Il battitore ed i corridori devono usare un caschetto.

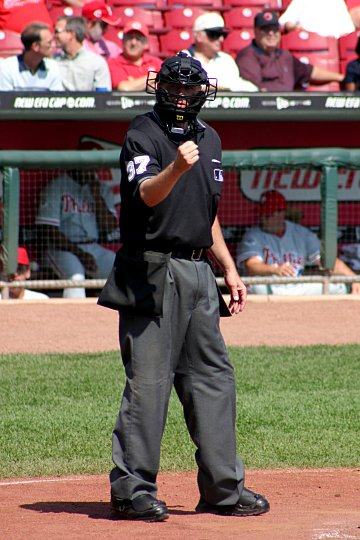
Arbitro di MLB mentre "chiama" out

#### L'arbitro
Nel baseball l'arbitro è colui che decreta l'ufficialità della partita, controlla i line up e tiene conto del punteggio. Decreta l'inizio e la fine della gara e ha la libertà di bloccare il gioco in qualsiasi momento. Ogni qualvolta vi è un'azione di gioco è tenuto a esprimere un giudizio ed è suo dovere mantenere sereno il decorso della partita. Il numero degli arbitri in una partita varia in base al livello di gioco, nelle serie minori è sufficiente la presenza di un solo arbitro, ma nelle serie maggiori come ad esempio la MLB o la IBL il numero degli arbitri può arrivare fino a sei: uno per ogni base e due per gli esterni. In gergo ogni decisione arbitrale viene denominata "chiamata".
L'arbitro di casa base (detto "arbitro capo") è posto dietro il ricevitore a casa base. La sua funzione è quella di giudicare il lancio e decidere se la palla è in zona di strike o meno (in tal caso è ball). Nel caso di sviluppo di un'azione con arrivo del corridore a casa base sarà sua competenza giudicare l'arrivo del corridore e dichiararlo eliminato (out) o salvo (safe) e, in quest'ultimo caso, attribuire alla squadra in attacco un punto segnato. Gli arbitri sulle basi di norma chiamano gli out sulle basi e applicano altre regole minori (come ad esempio l'applicazione del balk).
Gli arbitri situati nella zona esterna chiamano gli out fatti dagli esterni e decidono se la battuta è in territorio buono o in territorio foul in base alla posizione in cui la palla, dopo che viene battuta, rimbalza rispetto alle linee di foul.
Se non sono presenti gli altri arbitri l'arbitro di casa base è tenuto ad effettuare le chiamate che di norma spettano a loro.
Nella terminologia americana l'arbitro di baseball viene chiamato umpire e questo lo differenzia da tutti gli altri analoghi in altri sport accomunati dal termine "referee".

## Le statistiche
Qualunque azione di gioco, sia offensiva che difensiva, nel baseball può essere catalogata. I classificatori, denominati anche scorer, sono persone in grado di trascrivere un'intera partita di baseball in un foglio adeguato, inserendo tutte le caratteristiche del gioco, dalle azioni di gioco, ai cambi dei giocatori, dai punti fatti ai lanci del lanciatore. In base ai gesti atletici dei giocatori è possibile confrontare le azioni di gioco, ad esempio, in base a numero di errori a parità di tentativi. Un difensore può tentare tre assistenze in prima base riuscendone solo due, se si rapporta a mille si deduce che ha una "Media Difesa" di .666. Se il dato statistico si rapporta ad un altro difensore che tenta tre assistenze in prima base riuscendone solo una, la media difesa di quest'ultimo è .333, si deduce, quindi, che a parità di tentativi il primo giocatore è più competitivo del secondo. Di ogni giocatore in questo modo si possono estrapolare una miriade di statistiche, che servono a dimostrare essenzialmente la bravura del giocatore.

## Il baseball nel mondo
È uno sport molto popolare nel Nord America (Stati Uniti con la Major League Baseball, Messico e Canada); nel centro America tra cui Cuba, Venezuela, Repubblica Dominicana; ed in Asia orientale tra cui Giappone (Nippon Professional Baseball) e Corea. In Europa il baseball è generalmente poco diffuso, ma in Italia, dove il massimo campionato italiano è denominato Serie A1, e nei Paesi Bassi lo sport viene praticato a buoni livelli, infatti le due squadre sono state invitate dalla Major League Baseball statunitense a partecipare al World Baseball Classic, una manifestazione internazionale che coinvolge 16 nazioni, e sono le più competitive nazioni europee per numero di campionati europei vinti.
Lo sport si sta particolarmente sviluppando in altre nazioni europee quali Francia, Germania (Bundesliga), Repubblica Ceca, Spagna, Austria e Svizzera. A Malta ad esempio, pur essendo un paese piuttosto piccolo, il Campionato maltese di baseball ha un certo seguito tra la popolazione.

L'organo centrale del baseball mondiale è la IBAF (International BAseball Federation), fondata nel 1938 anche se con un nome differente. Nel corso della sua storia ha cambiato nome numerose volte: nel 1944 era la Federación Internacional de Béisbol Amateur (FIBA), nel 1973 si separò dalla rivale Federación Mundial de Béisbol Amateur (FEMBA), la quale si fuse con la FIBA in 1976 sotto il nome di International Baseball Association (AINBA). Nel 1984 venne cambiato l'acronimo in IBA, fino a ritornare nel 2000 all'ultima sigla usata, IBAF. 

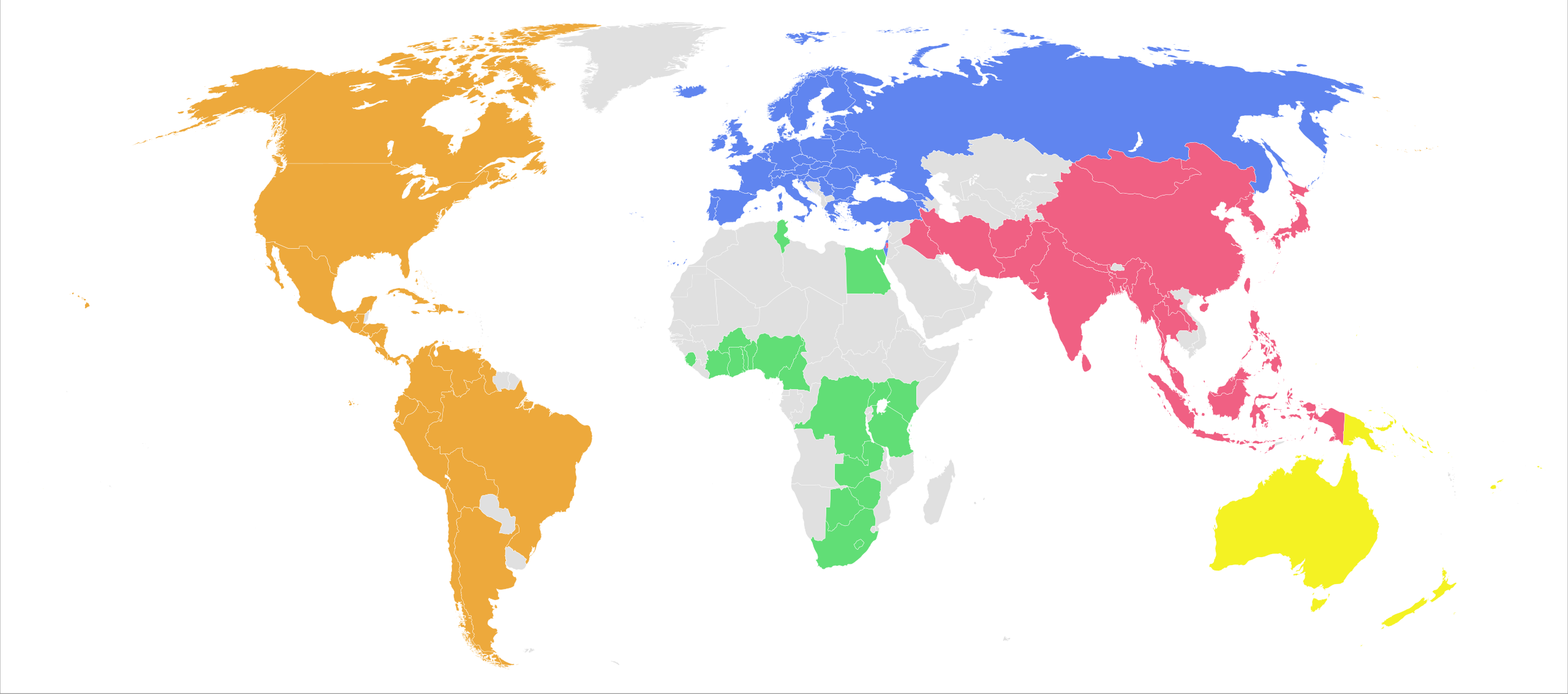
I paesi del mondo dove è praticato il baseball, i diversi colori indicano l'appartenenza alle cinque differenti confederazioni continentali

Fanno parte della IBAF 117 nazioni e sono organizzate in cinque confederazioni, una per ogni continente.
- African Baseball & Softball Association (ABSA) - 16 membri
- Baseball Confederation of Oceania (BCO) - 15 membri
- Baseball Federation of Asia (BFA) - 20 membri
- Confederation of European Baseball (Francese:Confédération Européenne de Baseball) (CEB) - 40 membri
- Pan American Baseball Confederation (Spagnolo:Confederación Panamericana de Béisbol) (COPABE) - 26 membri

Il mondiale 2009 si è disputato in Europa, le fasi finali sono state giocate in Italia, negli stadi di Nettuno, Parma, Grosseto, Milano.

### Campionati nazionali

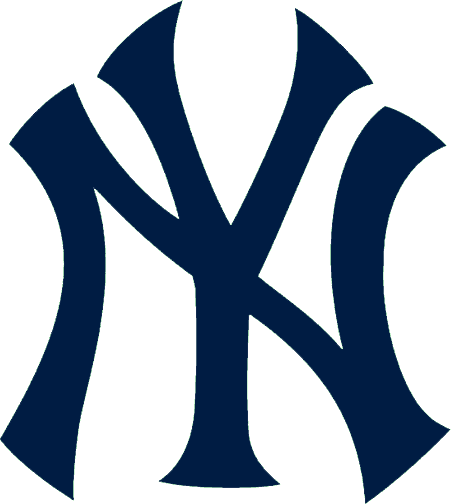
Il logo di una delle squadre di baseball più famose al mondo, i New York Yankees

#### Major League Baseball
Il campionato statunitense, la Major League Baseball è il più seguito a livello nazionale ed internazionale.
È suddiviso in due leghe, l'American League e la National League ciascuna composta da tre Divisions formate ognuna da cinque squadre: partecipano quindi complessivamente al campionato MLB trenta squadre, quindici per ciascuna delle due leghe.
Ogni squadra della MLB gioca in tutto 162 partite di stagione regolare, la Regular Season, e le due leghe presentano regole leggermente diverse tra loro. Quando si affrontano formazioni provenienti da due leghe differenti (i cosiddetti Interleague Matches), si utilizzano le regole proprie della lega a cui appartiene la squadra che gioca in casa.
Al termine della stagione regolare vi sono i Play-off in cui, per ogni lega, si affrontano in un tabellone ad eliminazione diretta le vincitrici di ciascuna delle tre Divisions, più la vincitrice del Wild Card Playoff giocato in partita secca tra le due migliori squadre non vincitrici di Division, sul campo della squadra che delle due vanta il miglior record vittorie/sconfitte al termine della Regular Season. Accedono quindi al tabellone principale dei Playoff un totale di otto squadre (quattro per lega) che si scontrano in un primo turno al meglio delle cinque partite (Division Series - semifinali di lega) e, per chi passa il turno, in un secondo turno al meglio delle sette partite (Championships Series - finali di lega).
Le vincitrici di ogni lega (American League Champions e National League Champions) si sfidano infine nelle World Series al meglio delle sette partite; la squadra che per prima raggiunge quattro vittorie vince il campionato e viene decretata Campione MLB (MLB Champions).
Come per ogni lega professionistica americana anche per il campionato MLB non sono previste retrocessioni ed ogni squadra di MLB possiede svariate squadre affiliate di categorie inferiori (in ordine decrescente: AAA, AA, A), dalle quali durante tutto l'arco del campionato vengono attinti i migliori giovani prospetti o i giocatori necessari per sopperire ad eventuali infortunati.

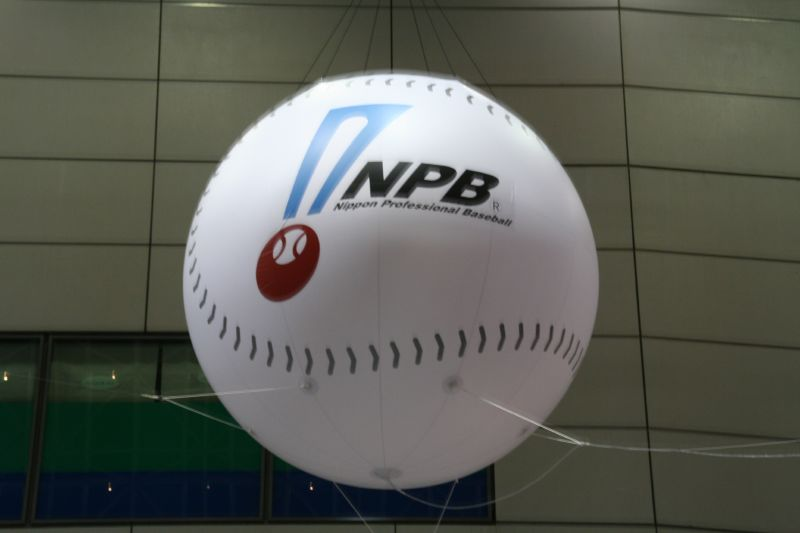
Logo della Lega giapponese

#### Lega giapponese
La Lega professionistica giapponese rappresenta il massimo campionato giapponese di baseball. In Giappone è chiamata Puro Yakyū oppure Nippon Professional Baseball (in inglese).
La sua formazione risale al 1950 dalla riorganizzazione del vecchio campionato chiamato "Japanese Baseball League" risalente al 1934.
Il campionato è suddiviso in due leghe, la Central League e la Pacific League, di sei squadre ciascuna e viene giocato da aprile ad ottobre con un totale di 130-140 partite di stagione regolare.
I vincitori delle due leghe si scontrano nella serie di sette partite di finale le Japan Series.

#### Lega cubana
La Lega cubana rappresenta insieme al campionato statunitense e quello giapponese uno dei più competitivi campionati di baseball al mondo. Fu fondato in seguito alla rivoluzione cubana, nel 1961, successivamente alla sparizione della Cuban League. E suddiviso in due campionati, giocati in periodi diversi, uno denominato Serie Nacional de Béisbol comprende 16 squadre suddivise in due gironi da otto, la Ovest League e la Est League, e viene giocato da novembre a marzo. Il secondo campionato viene denominato Super Series dove si scontrano le rappresentative dei migliori giocatori delle cinque regioni, dura tre mesi e in totale vengono giocate 28 partite.

#### Altri campionati
Ecco alcuni dei campionati più competitivi a livello mondiale, anche se si denotano profonde differenze di livello di gioco, soprattutto tra l'Europa, dove lo sport è ancora in fase di sviluppo, e il resto del mondo:Campionato giappocinese 
| Europei - Italian Baseball League ( Italia) - Bundesliga ( Germania) - Campionato maltese ( Malta) - Campionato francese ( Francia) - Campionato irlandese ( Irlanda) - Campionato olandese ( Paesi Bassi) (Template:GPG) | Americani - Campionato Canadese ( Canada) - Lega Dominicana ( Rep. Dom.) - Lega Messicana ( Messico) - Lega Panamense ( Panama) - Liga Venezolana de Béisbol Profesional ( Venezuela) - Lega Nicaraguense ( Nicaragua) - Campionato Portoricano ( Porto Rico) | Asiatici e dell'Oceania - Campionato Australiano ( Australia) - Campionato Cinese ( Cina) - Campionato Filippino ( Filippine) - Campionato di Taiwan ( Taipei cinese) - Campionato Coreano ( Corea del Sud) |

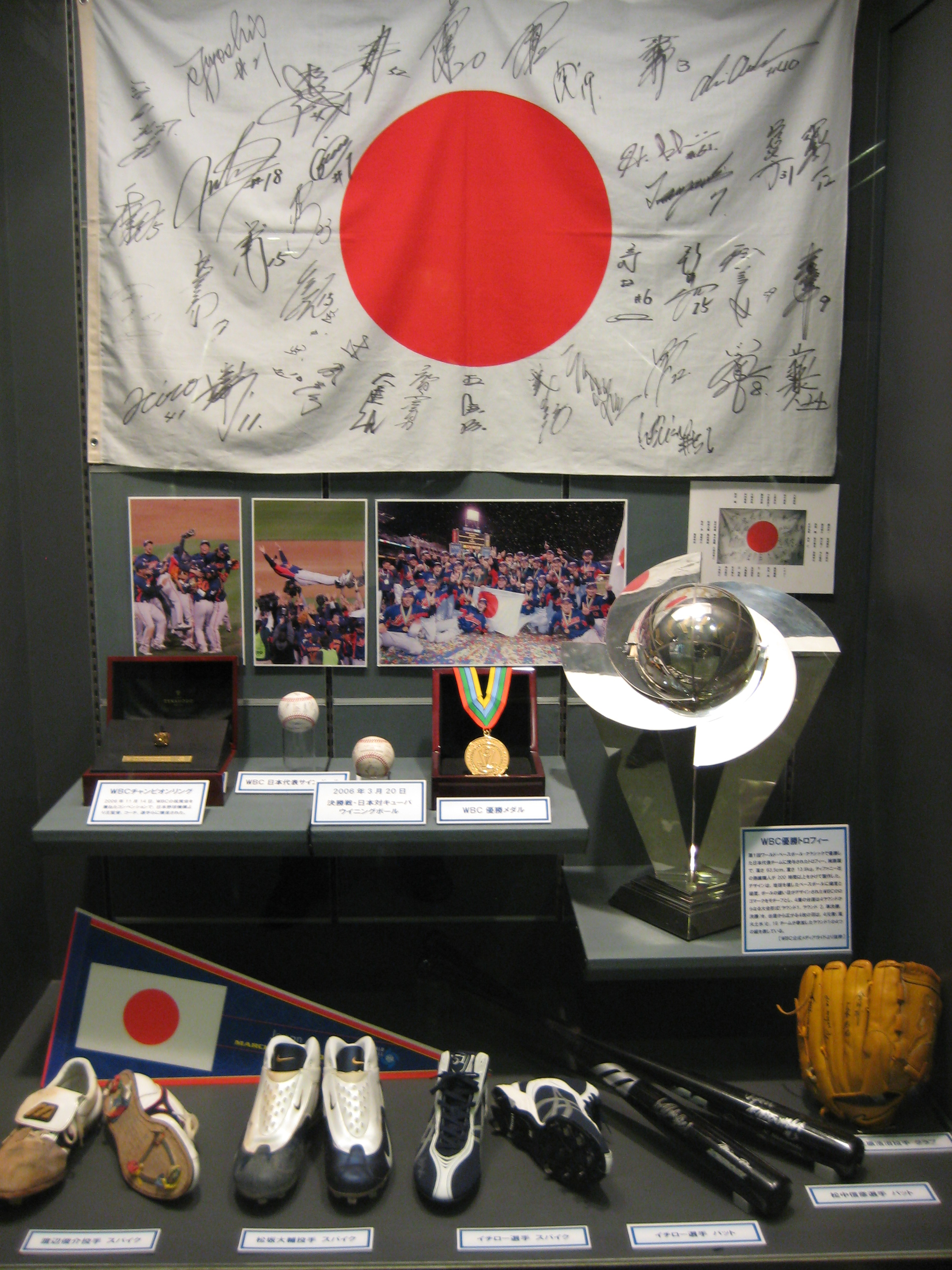
Alcuni trofei del world Baseball Classic 2006

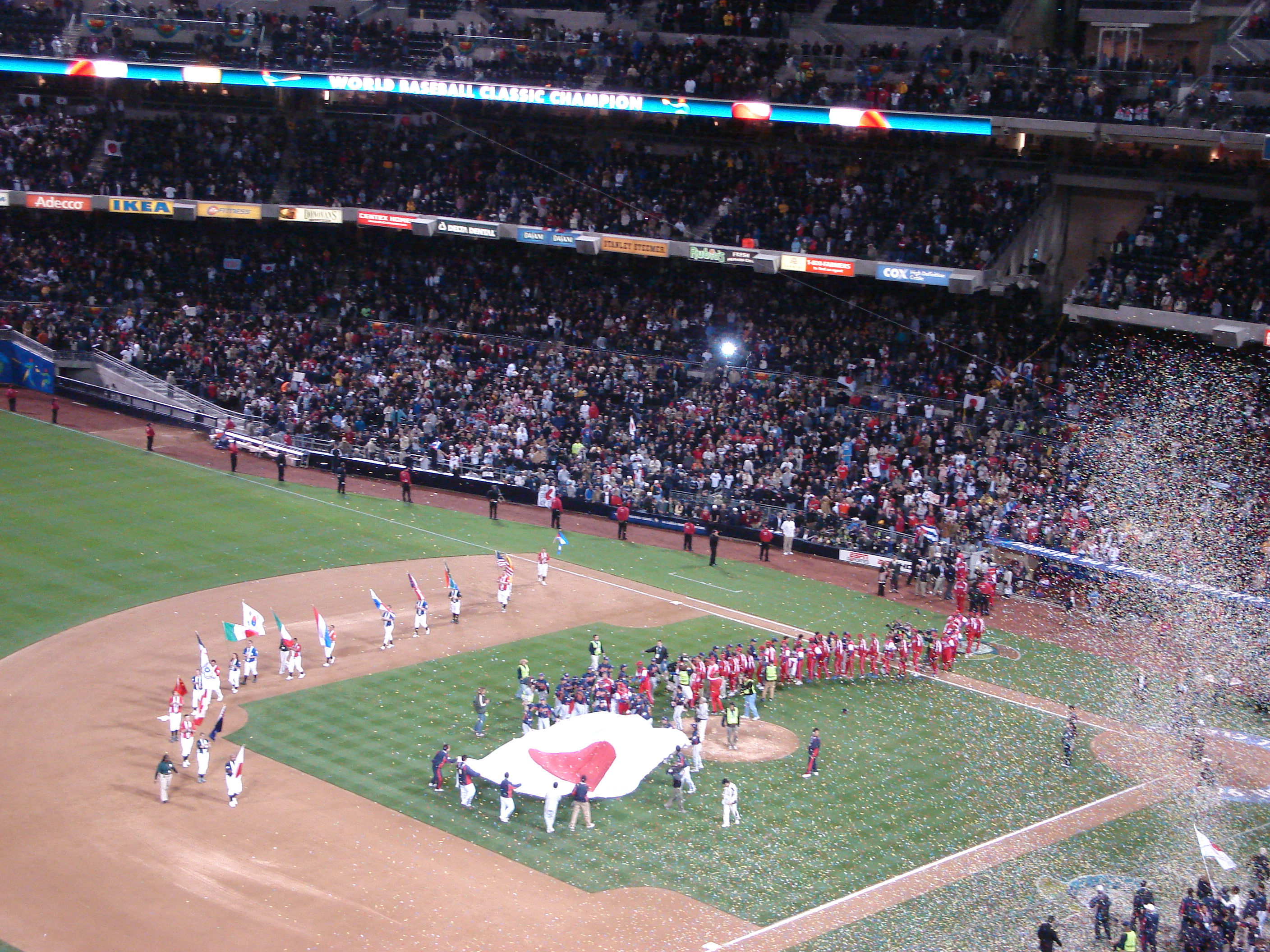
Il Giappone festeggia la vittoria del World Baseball Classic 2006

### Campionati internazionali

#### Tornei per Nazioni
Principali competizioni internazionali di baseball:
- World Baseball Classic, organizzato dalla Major League Baseball
- WBSC Premier 12 organizzato dalla  WBSC
- Campionato europeo di baseball
- Youth Baseball League

#### Tornei per club
- Asia Series
- Serie dei Caraibi
- Coppa CEB
- Coppa europea

## Il baseball in Italia

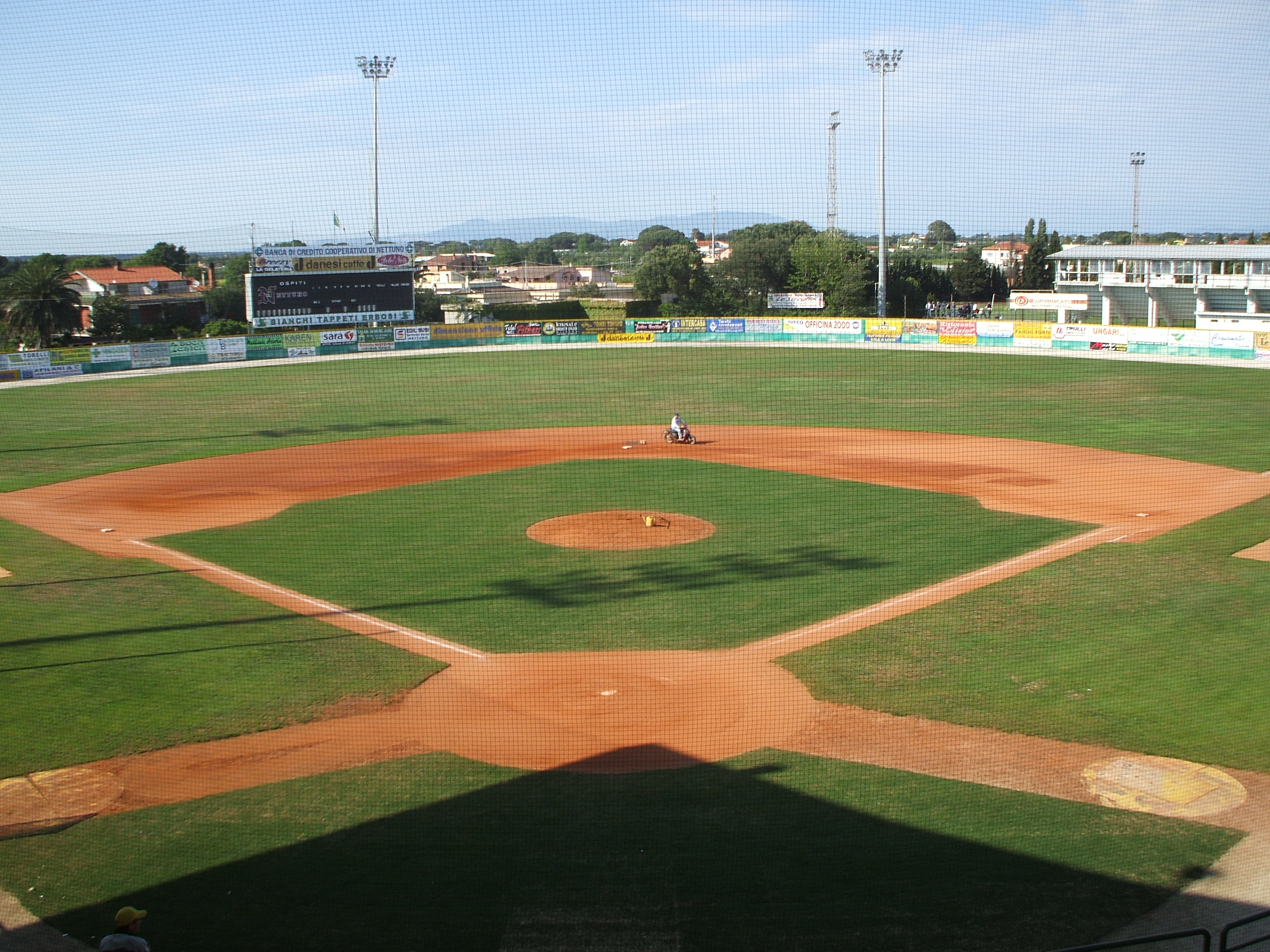
Lo Stadio Steno Borghese del Nettuno Baseball, Nettuno, Lazio

### Campionati in Italia
Il baseball in Italia ha avuto la sua nascita sotto forma di lega organizzata a partire dalla seconda guerra mondiale, nonostante sia stato comunque praticato fin dagli inizi del XX secolo.
Lo sport è sotto la giurisdizione della FIBS (Federazione Italiana Baseball Softball) il cui compito è quello di organizzare i campionati nazionali e selezionare i giocatori che partecipano, nella nazionale italiana, alle varie competizioni internazionali. I campionati nazionali sono suddivisi in quattro livelli di gioco: il più alto è la Italian Baseball League, seguito poi dalla Serie A, dalla Serie B e dalla Serie C. Le società affiliate alla FIBS sono circa 470 con circa 50.000 tesserati. Oltre al campionato regolare, tutte le categorie disputano la Coppa Italia, nella quale si scontrano squadre della stessa categoria, di conseguenza ogni stagione vi sono quattro detentori di Coppa Italia.
La Serie A1 è denominata Italian Baseball League (IBL) ed è il massimo campionato italiano di baseball. Per decretare il detentore dello scudetto vengono giocati i playoff e una serie di partite tra le due finaliste, le Italian Baseball Series.
La squadra IBL che si è aggiudicata il trofeo nel 2014 è stata la Fortitudo Baseball Bologna, che ha superato nella settima partita della serie finale la Rimini Baseball.
Oltre all'IBL vi sono la serie A costituita da due gironi da dieci squadre ognuno, la serie B con quattro gironi, la serie C con gironi che raggruppano squadre vicine tra loro, il baseball per ciechi e il baseball amatoriale.
Durante il decorso della stagione viene inoltre giocata anche la Coppa Italia tra le squadre della stessa categoria, non vi sono scontri fra categorie diverse.
La Nazionale di baseball italiana rappresenta la FIBS nelle competizioni internazionali, come i Campionati europei di baseball o il Campionato mondiale di baseball. Ha conquistato il titolo di campione d'Europa per 10 volte negli anni 1954, 1975, 1977, 1979, 1983, 1989, 1991, 1997, 2010, 2012 e numerosi secondi posti. Il miglior piazzamento di sempre nei mondiali è stato il quarto posto nel 1998. In Italia e Paesi Bassi lo sport è relativamente diffuso e a buoni livelli: le due nazionali sono state invitate dalla Major League Baseball statunitense a partecipare al World Baseball Classic, il mondiale di baseball organizzato dalla MLB, come migliori formazioni europee. L'Italia inoltre è stata scelta per ospitare le fasi finali del campionato mondiale di baseball organizzato dalla IBAF nel settembre 2009 in vari paesi europei.
Grazie all'aiuto della MLB è stata istituita un'accademia di baseball italiana, con sede a Tirrenia.

## Il baseball nei media

### Il baseball in televisione in Italia
In Italia il campionato italiano di baseball veniva trasmesso gratuitamente dall'emittente Rai Sport 2, tramite l'anticipo del giovedì sera e tutte le partite delle finali scudetto.
La Major League Baseball viene trasmessa a pagamento e con commento in lingua originale inglese, sulla pay TV Sky sul canale 213 (Fox Sports 2), con alcune partite con telecronaca anche in italiano e una rubrica settimanale che vede la partecipazione di Faso, del gruppo musicale Elio e le Storie Tese.
Inoltre un circuito di 27 emittenti televisive garantisce la visione del campionato a livello locale.
È inoltre possibile seguire molte partite del campionato italiano anche via internet, tramite il sito della Federazione italiana Baseball Softball.

### Cinema
- L'idolo delle folle (The Pride of the Yankees), regia di Sam Wood (Stati Uniti d'America, 1942)
- L'ultima sfida (The Babe Ruth story), regia di Roy Del Ruth (Stati Uniti d'America, 1948)
- Il ritorno del campione (The Stratton Story), regia di Sam Wood (Stati Uniti d'America, 1949)
- Facciamo il tifo insieme (Take Me Out to the Ball Game), regia di Busby Berkeley (Stati Uniti d'America, 1949)
- Angels in the Outfield, regia di Clarence Brown (Stati Uniti d'America, 1951)
- Prigioniero della paura (Fear Strikes Out), regia di Robert Mulligan (Stati Uniti d'America, 1957)
- Batte il tamburo lentamente (Bang the Drum Slowly), regia di John D. Hancock (Stati Uniti d'America, 1973)
- Che botte se incontri gli "Orsi" (The Bad News Bears), regia di Michael Ritchie (Stati Uniti d'America, 1976)
- Gli "Orsi" interrompono l'allenamento (The Bad News Bears in Breaking Training), regia di Michael Pressman (Stati Uniti d'America, 1977)
- Gli "Orsi" vanno in Giappone (The Bad News Bears Go to Japan), regia di John Berry (Stati Uniti d'America, 1978)
- Il migliore (The Natural), regia di Barry Levinson (Stati Uniti d'America, 1984)
- Otto uomini fuori (Eight Men Out), regia di John Sayles (Stati Uniti d'America, 1988)
- Bull Durham - Un gioco a tre mani (Bull Durham), regia di Ron Shelton (Stati Uniti d'America, 1988)
- L'uomo dei sogni (Field of dreams), regia di Phil Alden Robinson (Stati Uniti d'America, 1989)
- Major League - La squadra più scassata della lega (Major League), regia di David S. Ward (Stati Uniti d'America, 1989)
- Major League - La rivincita (Major League II), regia di David S. Ward (1994)
- The Babe - La leggenda (The Babe), regia di Arthur Hiller (Stati Uniti d'America, 1992)
- Ragazze vincenti (A League of Their Own), regia di Penny Marshall (Stati Uniti d'America, 1992)
- Campione per forza (Mr. Baseball), regia di Fred Schepisi (Stati Uniti d'America, 1992)
- Angels (Angels in the Outfield), regia di William Dear (Stati Uniti d'America, 1994)
- Cobb, regia di Ron Shelton (Stati Uniti d'America, 1994)
- Un colpo da campione (The Scout), regia di Michael Ritchie (Stati Uniti d'America, 1994)
- The Fan - Il mito (The fan), regia di Tony Scott (Stati Uniti d'America, 1996)
- Ed - Un campione per amico (Ed), regia di Bill Couturie (Stati Uniti d'America, 1996)
- Gioco d'amore (For Love of the Game), regia di Sam Raimi (Stati Uniti d'America, 1999)
- 61*, regia di Billy Crystal (Stati Uniti d'America, 2001)
- Hardball, regia di Brian Robbins (Stati Uniti d'America, 2001)
- Un sogno, una vittoria (The Rookie), regia di John Lee Hancock (Stati Uniti d'America, 2002)
- Mr. 3000, regia di Charles Stone III (Stati Uniti d'America, 2004)
- L'amore in gioco (Fever Pitch), regia di Peter e Bobby Farrelly (Stati Uniti d'America, 2005)
- Piccolo grande eroe (Everyone's Hero), regia di Colin Brady e Dan St. Pierre (Stati Uniti d'America, 2006)
- Gli scaldapanchina (The Benchwarmers), regia di Dennis Dugan (2007)
- Chasing 3000, regia di Gregory J. Lanesey (2008).
- L'arte di vincere (Moneyball), regia di Bennett Miller (2011)
- Di nuovo in gioco (Trouble with the Curve), regia di Robert Lorenz (2012)
- 42 - La vera storia di una leggenda americana (42), regia di Brian Helgeland (2013)
- Million Dollar Arm, regia di Craig Gillespie (2014)

### Fumetti
Fra i fumetti americani, uno dei più celebri è di certo la striscia Peanuts, i cui protagonisti giocano abitualmente a baseball con scarsi risultati. La loro squadra è schierata abitualmente con la seguente formazione: lanciatore (e manager) Charlie Brown, ricevitore Schroeder, prima base Shermy, seconda base Linus, terza base Pig-pen, interbase Snoopy, esterno sinistro Patty (o Replica), esterno centro Frieda (o Eudora), esterno destro Lucy.
Fra i manga e gli anime giapponesi, sono numerosissimi i titoli che ruotano attorno a questo sport, data la popolarità del baseball in Giappone.

### Letteratura
Nel 2011 negli Stati Uniti è stato pubblicato il romanzo L'arte di vivere in difesa (The Art of Fielding) di Chad Harbach, edito in Italia da Rizzoli, che è stato nominato uno dei dieci libri da non perdere nel 2011 dal The New York Times.